# ایرینا بگلیاکوا
ایرینا بگلیاکوا (روسی: Ири́на Анатолъевна Бегляко́ва؛ ۲۶ فوریهٔ ۱۹۳۳ – ۱۹ مارس ۲۰۱۸) ورزشکار دو و میدانی، و پرتاب‌گر دیسک اهل اتحاد جماهیر شوروی سوسیالیستی بود.